# Énergie en Serbie
Le secteur de l'énergie en Serbie reste marqué par une prédominance des énergies fossiles, mais tend à se diversifier vers un usage accru des renouvelables. 

## Production de combustibles fossiles
La Serbie produit environ 35 millions de tonnes de charbon par an. Il existe aussi dans le pays une petite production de pétrole et de gaz naturel, dans le nord du pays, qui géologiquement appartient au bassin du moyen Danube.

## Secteur pétrolier aval
Naftna industrija Srbije est l'opérateur des deux raffineries du pays. La plus importante des deux est située à Pančevo avec une capacité de 4,8 millions de tonnes par an (soit environ 95 000 barils par jour), elle  subit au début des années 2020 d'importantes modernisations visant, notamment, à éliminer la production de carburants à haute teneur en soufre. L'autre raffinerie, plus petite (2,6 millions de tonnes par an), se situe à Novi Sad. 

## Secteur électrique

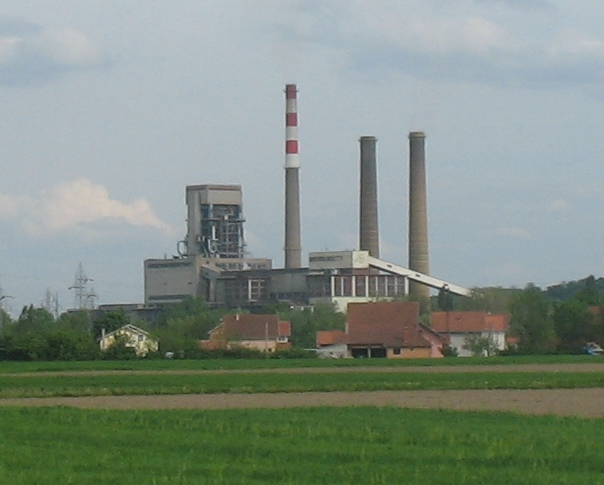
Centrale au charbon à Veliki Crljeni.

La production d'électricité en Serbie était de 38 TWh en 2020. Le charbon, essentiellement sous la forme de lignite, y reste prédominant à plus de 60%, mais sa part est en recul.
L'hydroélectricité est aussi une source majeure d'électricité pour le pays, sa contribution oscillant de 25 à 30% selon les années. L'essentiel de la production hydroélectrique vient des deux barrages installés dans la gorge des Portes de fer à la frontière roumaine.
En 2023, le pays a annoncé son intention de cesser la production d'électricité à partir de charbon d'ici 2050 au plus tard.
Le 27 novembre 2024, la Serbie abroge la loi interdisant les installations atomiques héritée de l’ère yougoslave. Au Sommet nucléaire de Bruxelles de mars 2024, le président Aleksandar Vučić souligne l’importance de l’atome pour la Serbie. Le pays a organisé un appel d’offres remporté en octobre 2024 par les français EDF et Egis face à sept autres consortiums, pour réaliser une étude technique préliminaire (feuille de route, étude générale sur les technologies nucléaires disponibles avec les chaînes de production associées, études techniques sur l’intégration de capacités nucléaires sur le réseau électrique serbe).